# Porte dorée (Kiev)
Pour les articles homonymes, voir Porte dorée.
La Porte dorée de Kiev (en ukrainien : Золоті ворота) est un monument ukrainien de Kiev et une porte dans la forteresse historique de la vieille ville. 

## Histoire
Construite sous le règne de Iaroslav le Sage, elle est mentionnée dès 1037. Construite peu après la conversion au christianisme et au modèle byzantins de la principauté de Kiev, « on peut difficilement ignorer le parallèle entre la porte dorée de Iaroslav et celle de Constantinople, qui servait d'arc de triomphe et d'entrée officielle à la capitale impériale ».
En 1240, la porte est endommagée lors du siège et de la prise de la ville par le khan mongol Batu, elle se dégrade lentement jusqu'à de premières mesures conservatoires en 1832. En 1982, à l'occasion du 1500e anniversaire de Kiev, la porte dorée est entièrement reconstruite (en l'absence de plans ou dessins originaux).
Le monument est désormais un musée et est inscrit au registre national des monuments immeubles d'Ukraine sous le numéro : 80-391-0169.
Cette porte a notamment inspiré le peintre Viktor Hartmann et le compositeur Modeste Moussorgski pour leurs œuvres toutes deux nommées La Grande Porte de Kiev. Elle fait partie des édifices de l'époque pré-mongole de la Rus' kiévienne.

## Galerie

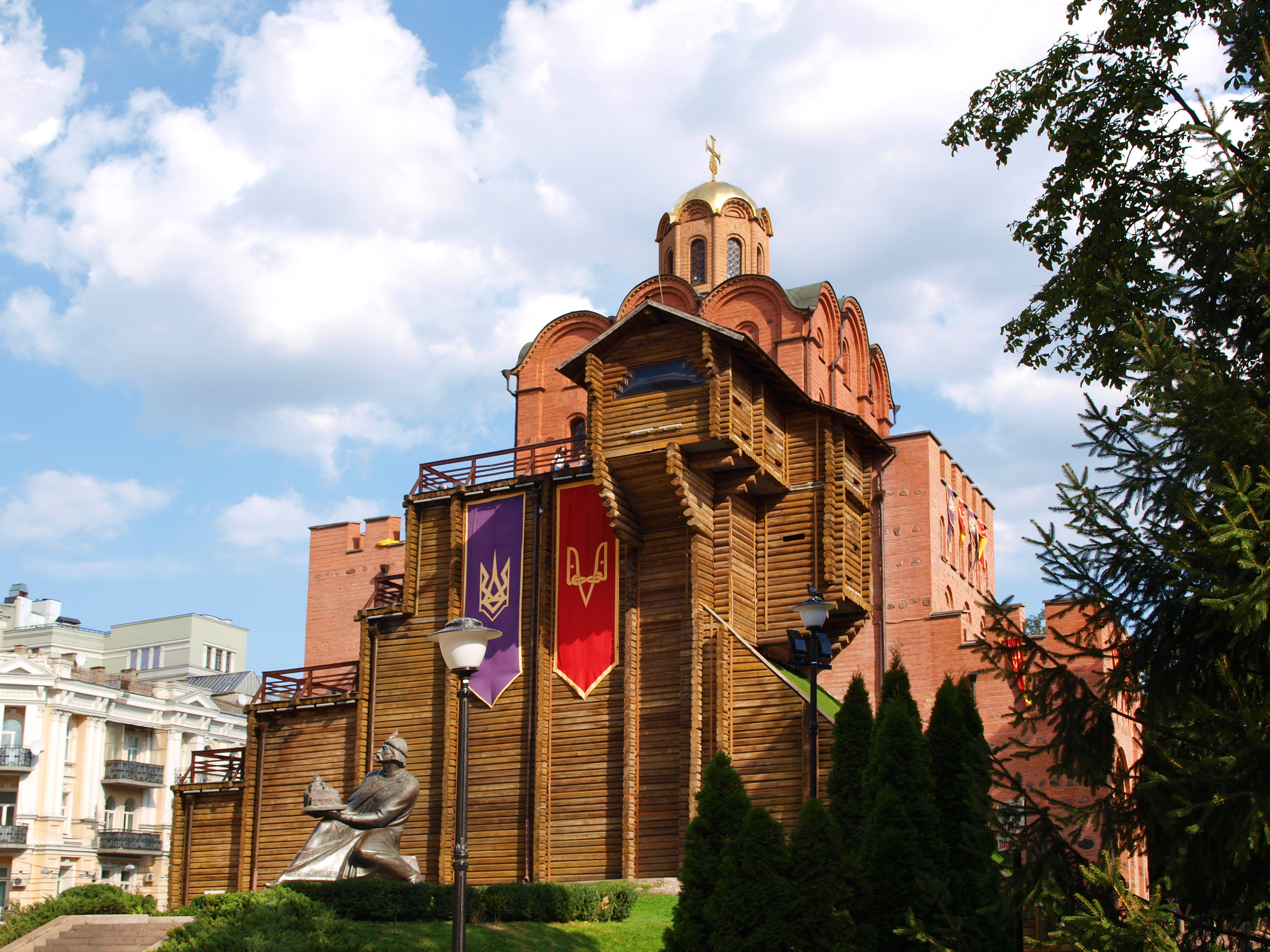
Porte dorée de Kiev reconstruite.
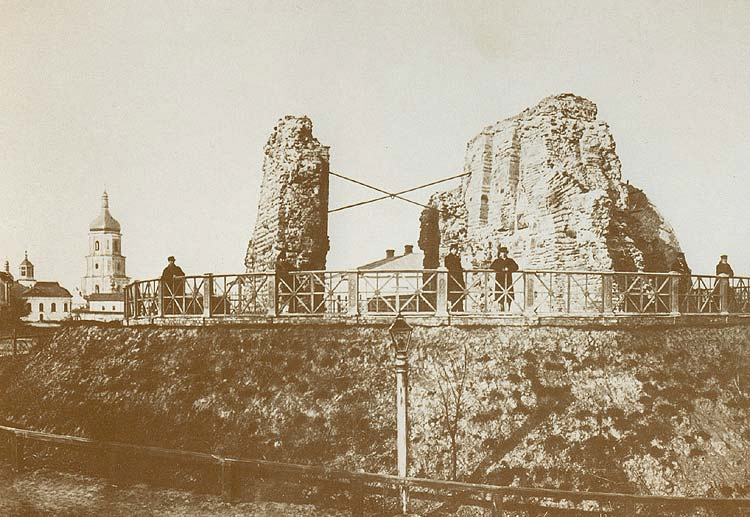
Porte dorée de Kiev à la fin du XIXe siècle.
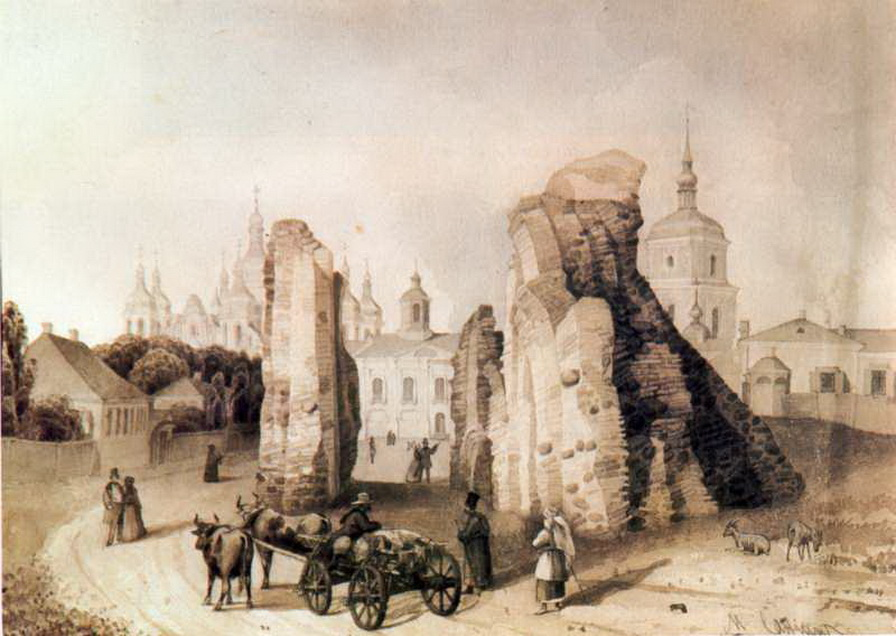
La Porte dorée. Illustration de Mikhaïl Sajine, 1846.
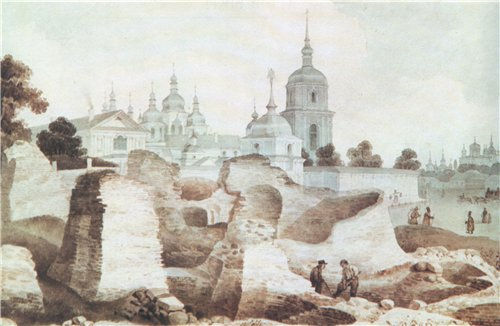
Ruines du monastère de Sainte-Irène et en fond la cathédrale Sainte-Sophie. Illustration de Mikhaïl Sajine, 1846. À la différence de la Porte dorée, ce vestige du règne de Iaroslav, dans un état de ruine similaire au XIXe siècle, sera entièrement détruit par les autorités soviétiques.